# Рене Жист Аиј
Рене Жист Аиј (фр. René Just Haüy; Сан Жист ен Шосе, 28. фебруар 1743 — Париз, 3. јун 1822) је био француски минералог.